# Marika Majewska
Marika Majewska (5 de mayo de 2002) es una deportista de Polonia que compite en atletismo. Ganó una medalla de bronce en el Campeonato Europeo de Atletismo Sub-20 de 2021, en la prueba de 100 m vallas.